# Rozchod kol

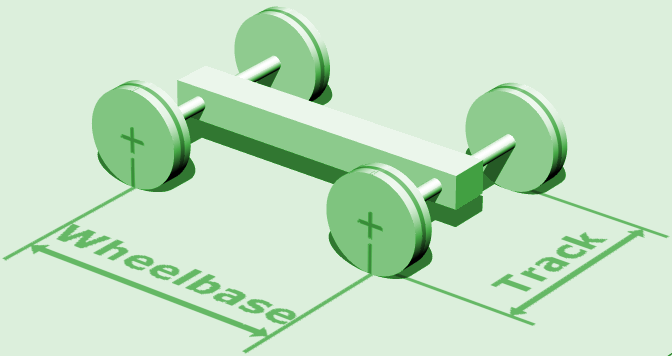
Rozchod (track) a rozvor (wheelbase)

Rozchod kol je v technologii motorových vozidel vzdálenost mezi středovými liniemi kol, které jsou v jedné nápravě. Pokud jsou kola na každé straně zdvojená, používá se středová linie mezi těmito koly.
Rozchod kol je užíván u popisu automobilů, vlaků a dalších dvoustopých kolových vozidel.
Pokud má vozidlo více náprav, nemusí být pravidlem, že je rozchod kol u všech náprav stejný. Ve speciálních případech se uvažuje i rozchod kol, které nejsou v jedné nápravě, mělo by to ale být uvedeno v kontextu.